# Bodo Schopf
Bodo Schopf (Weil der Stadt, 24 luglio 1959) è un batterista tedesco naturalizzato statunitense noto prevalentemente come membro del Michael Schenker Group.

## Biografia
Nato in Germania, ha esordito come musicista nel 1982, e ha suonato in varie band tedesche. 
Nel 1991 si unisce alla storica band Juicy Lucy, e rimane nel gruppo fino al loro secondo scioglimento, avvenuto nel 1997, in seguito al quale entra nel gruppo rock progressivo tedesco Eloy.
Dal 2016 è il batterista del Michael Schenker Group.

## Stile musicale
Con il suo stile veloce e i suoi colpi molto potenti, è considerato fra i precursori del power metal, nonché fonte di ispirazione per batteristi quali 
Michael Ehré e Thomas Nack.

## Discografia

### Solista
- 1997 - Rock Classics
- 1999 - Band Workshop

### Con il Michael Schenker Group
- 2021 - Immortal
- 2022 - Universal

### Con i McAuley Schenker Group
- 1987 - Perfect Timing